# Epistolografie
Epistolografie (auch Epistolographie) ist eine literaturwissenschaftliche Bezeichnung, unter anderem für Briefsammlungen.
Briefsammlungen machen oft den privaten oder beruflichen Schriftverkehr einer Person oder einer Organisation der Öffentlichkeit zugänglich. Sie können auch in Buchform publiziert werden. Als solches dienen sie zur Abrundung von Biografien oder geschichtlichen Darstellungen.

## Briefsammlungen (Auswahl)
- Admonter Briefsammlung des Stiftes Admont
- Walter Benjamin: Gesammelte Briefe (6 Bände)
- Rudolf Borchardt: Gesammelte Briefe
- Briefsammlung Gerberts von Aurillac von Papst Silvester II.
- Feldpostbriefe jüdischer Soldaten 1914–1918 (2 Bände)
- Paulusbriefe und Katholische Briefe des Neuen Testaments der Bibel
- Tegernseer Briefsammlung
- Humphrey Carpenter (Hrsg.): Letters of J. R. R. Tolkien. (Wolfgang Krege: J.R.R. Tolkien Briefe. 4. Auflage. Klett-Cotta, Stuttgart 2021, ISBN 978-3-608-98489-7).
- Briefsammlung Walkenmatt, Publikation der transkribierten Briefe der Familie von Susanna Hiltbrand-Dubach (1842–1918) aus dem Berner Oberland über drei Generationen hinweg. Die Originale befinden sich im Museum für Kommunikation, Bern.